# Mauthausen-Gusen koncentrationslejr
Mauthausen-Gusen var en samling nazityske koncentrationslejre, der var anlagt omkring den lille østrigske by Mauthausen omkring 20 km øst for Linz. Ligesom Dachau, Buchenwald og Gross-Rosen koncentrationslejr blev Mauthausen anlagt ved et stenbrud. Lejren i Mauthausen lå lige ved granitbruddet, der leverede en stor del af den sten, der er benyttet til brolægning af Wiens gader.

## Historie
Hovedlejren blev grundlagt kort efter Østrigs Anschluss og udviklede sig til en af de mest berygtede kz-lejre. I alt omkring 335.000 fanger fra 20 nationer opholdt sig i Mauthausen i de år, den var i drift. Flere end 60 underlejre blev anlagt, hvor fangerne var sat til tvangsarbejde for rustningsindustrien: Ebensee var et anlæg for bygning af raketter og destilleringsanlæg; Gusen og Schwechat af fly; Melk af kuglelejer; St. Valentin af kampvogne og Wiener Neustadt af våbendele.
8. august 1938 overførte SS de første fanger fra lejren i Dachau. Alle fanger var tyske og østrigske mænd. De måtte selv bygge lejren. I december 1939 beordrede SS bygningen af en ny koncentrationslejr nogle få km fra Mauthausen. Gusen-lejren åbnede officielt i maj 1940.
Vagtstyrken bestod i maj 1940 af 600 mand og var i 1945 oppe i 3.000 soldater fordelt på 13 afdelinger. Vagter i den indre kreds, der var i daglig kontakt med fangerne, var de mest brutale. SS-vagter vogtede lejren udefra og bemandede vagttårnene. De blev også beordret til deltagelse i henrettelsespelotoner.
SS-lægen Aribert Heim var aktiv som lejrlæge med tilnavnene "Dr. Død" og "Slagteren fra Mauthausen".

## Opstanden
I 1944 blev Block 20 opført, omgivet af en høj stenmur med strømførende pigtråd øverst. Inde i bygningen var omkring 1.800 fanger presset sammen i to små værelser uden senge. Fangerne lå på gulvet ovenpå hinanden, sommetider fire mand i højden. Om sommeren lukkede vogterne vinduerne, så fangerne skulle dø af kvælning. Om vinteren blev vinduerne taget ud af rammerne, og der blev sprøjtet koldt vand på gulvet, som fangerne lå på. Disse fanger blev aldrig sat i arbejde, men om vinteren tvunget til at løbe i cirkel eller krybe gennem sneen. I Block 20 var der to beholdere med snavset vand. Hver morgen blev fangerne nødt til at løbe til beholderne og sjaske vandet i ansigtet. Nåede de ikke at få vand i ansigtet, blev de pryglet voldsomt. Block 20 var træningssted for SS, der øvede sig i afhørings- og torturmetoder. Omkring ti fanger døde dagligt af optræningen, ofte mishandlet til ukendelighed, når de blev slæbt til krematoriet. 4-6.000 sovjetiske officerer døde i Block 20; tallet varierer i de forskellige kilder. I slutningen af januar 1945 var omkring 570 fanger i Block 20 stadig i live, og natten til 2. februar brød de ud af bygningen. Der blev åbnet ild, men fangerne fik dræbt tyskeren i det ene vagttårn og åbnede ild mod de andre tårne. Andre fanger brugte planker på jorden til at kortslutte det elektriske hegn og lægge et tæppe over, så de kom helskindet over og ud af lejren. Snart lød en sirene, og vagter stormede ind i Block 20, hvor 70 afkræftede fanger lå tilbage, for svage til at forsøge flugt. De blev skudt på stedet. Kommandanten Franz Ziereis sendte en SS-brigade efter de flygtende. Lokale politifolk og civile hjalp til med at finde dem og slå dem ihjel på stedet. Belønning pr. drab blev udbetalt i kontanter.
Alle deltog ikke i denne organiserede massakre, og 19-20 fanger overlevede flugten. Bondekonen Maria Langthaler i Schwertberg og hendes datter Anna Hackl skjulte to af dem til krigens slutning tre måneder senere.

## Efter krigen
Mauthausen blev befriet af amerikanske tropper 5. maj 1945. Også efter befrielsen omkom mange fanger som følge af sygdomme og skader, de pådrog sig i lejren.
Retssagerne mod vogterne foregik i Dachau fra 19. marts til 13. maj 1946. Her idømtes 58 af vagterne dødsstraf.
49 blev henrettet. Ved de næste retssager i foråret 1947 var straffene adskilligt mildere. Af de 306 anklagede blev kun 37 henrettet. Resten blev i mange tilfælde idømt lange fængselsstraffe, men var løsladt på prøve allerede tidligt i 1950'erne.
Lejren er i dag museum og mindesmærke. I dokumentarfilmen Mauthausen, una mirada española interviewes spanske fanger.